# تشارلز هانتيجتن ويتمان
تشارلز هانتيجتن ويتمان (24 تشرين الثاني 1873  -27 كانون الأول 1937) كان وايتمان رئيس قسم اللغة الإنجليزية في جامعة روتجرز لمدة 26 عام (من 1911 إلى 1937) وعالم بارز في دراسة أعمال إدموند سبنسر والشعر الإنجليزي القديم.
ولد وايتمان في بلدة أبوت في الولايات المتحدة الأمريكية، لأبوين  هما ناثان ويتمان وهلين أغوستا تومس لكنه التحق بي مدرسة بانجور الثانوية في الولايات المتحدة من فصل عام 1892، قبل حصوله على درجة البكالوريس من كلية كولبي عام 1897. وفي عام 1900 حصل على درجة الدكتوراه من جامعة ييل عن اطروحة الطيور في الأدب الإنجليزي القديم، وفي العام نفسه اكمل ترجمة كتاب سينولف المسيح وهو صاحب الطبعة النقديه من قصيدة للأستاذ بجامعة ييل البرت ستانبورو كوك. ثم تولى ويتمان منصب أستاذ مساعد في جامعه لهاي. ودعي إلى جامعة روتجرز في عام 1906، وأصبح رئيس قسم اللغة الإنجليزية بجامعة روتجرز في عام 1911، وهو المنصب الدي احتفظ به  حتى وفاته. وشهدت فترة توليه لمنصب رئيس قسم العديد من الاصلاحات أهمها إنشاء برنامج للدراسات العليا. وزيادة حجم الكلية، والانتقال من البيان إلى التكوين والتحليل. وفي وقت وفاته كان يعتبر أحد أشهر أساتذة الجامعة.
تزوج ويتمان من راشيل جونز فوستر في عام 1902. وأنجبا ثلاثة أطفال: هيلدا ترول (مواليد 1908)، ألان فوستر (مواليد 1909})، دونبير (مواليد 1912)، واستر هنانتيجتن (مواليد1917). توفي ويتمان في نوبه قلبية في (27 كانون الأول 1937) في هايلاند بارك، نيوجرسي.